# Copa Hopman 2014
La Hyundai Hopman Cup XXVI, conegut també com a Official ITF Mixed Teams Championship 2014, correspon a la 26a edició de la Copa Hopman de tennis entre països. Vuit països participen en el Grup Mundial amb equips mixtos, una dona i un home. Aquesta edició es va disputar entre el 28 de desembre de 2013 i el 4 de gener de 2014 al Perth Arena de Perth, Austràlia.

## Equips
Equips que participen en el torneig:
| 1. Polònia – Agnieszka Radwańska / Grzegorz Panfil 2. Estats Units – Sloane Stephens / John Isner 3. França – Alizé Cornet / Jo-Wilfried Tsonga 4. Canadà – Eugenie Bouchard / Milos Raonic | 1. Txèquia – Petra Kvitová / Radek Štěpánek 2. Itàlia – Flavia Pennetta / Andreas Seppi 3. Austràlia – Samantha Stosur / Bernard Tomic 4. Espanya – Anabel Medina Garrigues / Daniel Muñoz de la Nava |

## Grup A

### Classificació
| Pos. | País      | V | D | Partits | Sets   | Jocs     |
| ---- | --------- | - | - | ------- | ------ | -------- |
| 1    | Polònia   | 3 | 0 | 7 − 2   | 15 − 7 | 106 − 79 |
| 2    | Canadà    | 2 | 1 | 6 − 3   | 13 − 8 | 104 − 77 |
| 3    | Itàlia    | 1 | 2 | 2 − 7   | 5 − 14 | 51 − 103 |
| 4    | Austràlia | 0 | 3 | 3 − 6   | 9 − 13 | 97 − 99  |

### Partits

#### Polònia vs. Itàlia
| · Polònia · 3 | Perth Arena, Perth 28 de desembre de 2013 Dura interior | Perth Arena, Perth 28 de desembre de 2013 Dura interior                 | · Itàlia · 0 |     |   |         |
| \| \| \| \| 1 \| 2 \| 3 \| \| \| - \| ---------------- \| ----------------------------------------------------------------------- \| --- \| --- \| - \| ------- \| \| 1 \| Polònia · Itàlia \| Agnieszka Radwańska Flavia Pennetta \| 6 2 \| 6 2 \| \| \| \| 2 \| Polònia · Itàlia \| Grzegorz Panfil Andreas Seppi \| 6 4 \| 2 \| \| retirat \| \| 3 \| Polònia · Itàlia \| Agnieszka Radwańska / Grzegorz Panfil Flavia Pennetta / Oliver Anderson \| 6 2 \| 6 1 \| \| \| |                                                         |                                                                         |              |     |   |         |
| |                                                         |                                                                         | 1            | 2   | 3 |         |
| 1 | Polònia · Itàlia                                        | Agnieszka Radwańska Flavia Pennetta                                     | 6 2          | 6 2 |   |         |
| 2 | Polònia · Itàlia                                        | Grzegorz Panfil Andreas Seppi                                           | 6 4          | 2   |   | retirat |
| 3 | Polònia · Itàlia                                        | Agnieszka Radwańska / Grzegorz Panfil Flavia Pennetta / Oliver Anderson | 6 2          | 6 1 |   |         |

- En el partit de dobles mixtos, el tennista italià Andreas Seppi fou substituït pel tennista júnior australià Oliver Anderson degut a una lesió del tennista italià.[5]

#### Canadà vs. Austràlia
| · Canadà · 2 | Perth Arena, Perth 28 de desembre de 2013 Dura interior | Perth Arena, Perth 28 de desembre de 2013 Dura interior         | · Austràlia · 1 |     |     |  |
| \| \| \| \| 1 \| 2 \| 3 \| \| \| - \| ------------------ \| --------------------------------------------------------------- \| --- \| --- \| --- \| \| \| 1 \| Canadà · Austràlia \| Eugenie Bouchard Samantha Stosur \| 4 6 \| 6 2 \| 6 3 \| \| \| 2 \| Canadà · Austràlia \| Milos Raonic Bernard Tomic \| 6 2 \| 6 1 \| \| \| \| 3 \| Canadà · Austràlia \| Eugenie Bouchard / Milos Raonic Samantha Stosur / Bernard Tomic \| 2 6 \| 4 6 \| \| \| |                                                         |                                                                 |                 |     |     |  |
| |                                                         |                                                                 | 1               | 2   | 3   |  |
| 1 | Canadà · Austràlia                                      | Eugenie Bouchard Samantha Stosur                                | 4 6             | 6 2 | 6 3 |  |
| 2 | Canadà · Austràlia                                      | Milos Raonic Bernard Tomic                                      | 6 2             | 6 1 |     |  |
| 3 | Canadà · Austràlia                                      | Eugenie Bouchard / Milos Raonic Samantha Stosur / Bernard Tomic | 2 6             | 4 6 |     |  |

#### Polònia vs. Canadà
| · Polònia · 2 | Perth Arena, Perth 29 de desembre de 2013 Dura interior | Perth Arena, Perth 29 de desembre de 2013 Dura interior               | · Canadà · 1 |     |          |  |
| \| \| \| \| 1 \| 2 \| 3 \| \| \| - \| ---------------- \| --------------------------------------------------------------------- \| ---- \| --- \| -------- \| \| \| 1 \| Polònia · Canadà \| Agnieszka Radwańska Eugenie Bouchard \| 6 3 \| 67 \| 6 2 \| \| \| 2 \| Polònia · Canadà \| Grzegorz Panfil Milos Raonic \| 7 6¹ \| 6 3 \| \| \| \| 3 \| Polònia · Canadà \| Agnieszka Radwańska / Grzegorz Panfil Eugenie Bouchard / Milos Raonic \| 3 6 \| 7 5 \| [3] [10] \| \| |                                                         |                                                                       |              |     |          |  |
| |                                                         |                                                                       | 1            | 2   | 3        |  |
| 1 | Polònia · Canadà                                        | Agnieszka Radwańska Eugenie Bouchard                                  | 6 3          | 67  | 6 2      |  |
| 2 | Polònia · Canadà                                        | Grzegorz Panfil Milos Raonic                                          | 7 6¹         | 6 3 |          |  |
| 3 | Polònia · Canadà                                        | Agnieszka Radwańska / Grzegorz Panfil Eugenie Bouchard / Milos Raonic | 3 6          | 7 5 | [3] [10] |  |

#### Itàlia vs. Austràlia
| · Itàlia · 2 | Perth Arena, Perth 31 de desembre de 2013 Dura interior | Perth Arena, Perth 31 de desembre de 2013 Dura interior         | · Austràlia · 1 |     |     |  |
| \| \| \| \| 1 \| 2 \| 3 \| \| \| - \| ------------------ \| --------------------------------------------------------------- \| --- \| --- \| --- \| \| \| 1 \| Itàlia · Austràlia \| Flavia Pennetta Samantha Stosur \| 6 4 \| 6 4 \| \| \| \| 2 \| Itàlia · Austràlia \| Andreas Seppi Bernard Tomic \| 6 4 \| 3 6 \| 2 6 \| \| \| 3 \| Itàlia · Austràlia \| Flavia Pennetta / Andreas Seppi Samantha Stosur / Bernard Tomic \| 6 3 \| 6 4 \| \| \| |                                                         |                                                                 |                 |     |     |  |
| |                                                         |                                                                 | 1               | 2   | 3   |  |
| 1 | Itàlia · Austràlia                                      | Flavia Pennetta Samantha Stosur                                 | 6 4             | 6 4 |     |  |
| 2 | Itàlia · Austràlia                                      | Andreas Seppi Bernard Tomic                                     | 6 4             | 3 6 | 2 6 |  |
| 3 | Itàlia · Austràlia                                      | Flavia Pennetta / Andreas Seppi Samantha Stosur / Bernard Tomic | 6 3             | 6 4 |     |  |

#### Itàlia vs. Canadà
| · Itàlia · 0 | Perth Arena, Perth 2 de gener de 2014 Dura interior | Perth Arena, Perth 2 de gener de 2014 Dura interior            | · Canadà · 3 |     |   |          |
| \| \| \| \| 1 \| 2 \| 3 \| \| \| - \| --------------- \| -------------------------------------------------------------- \| --- \| --- \| - \| -------- \| \| 1 \| Itàlia · Canadà \| Flavia Pennetta Eugenie Bouchard \| 0 4 \| \| \| retirada \| \| 2 \| Itàlia · Canadà \| Andreas Seppi Milos Raonic \| 2 6 \| 4 6 \| \| \| \| 3 \| Itàlia · Canadà \| Bojana Bobusic / Andreas Seppi Eugenie Bouchard / Milos Raonic \| 1 6 \| 4 6 \| \| \| |                                                     |                                                                |              |     |   |          |
| |                                                     |                                                                | 1            | 2   | 3 |          |
| 1 | Itàlia · Canadà                                     | Flavia Pennetta Eugenie Bouchard                               | 0 4          |     |   | retirada |
| 2 | Itàlia · Canadà                                     | Andreas Seppi Milos Raonic                                     | 2 6          | 4 6 |   |          |
| 3 | Itàlia · Canadà                                     | Bojana Bobusic / Andreas Seppi Eugenie Bouchard / Milos Raonic | 1 6          | 4 6 |   |          |

- En el partit de dobles mixtos, la tennista italiana Flavia Pennetta fou substituïda per la tennista júnior australiana Bojana Bobusic degut a una lesió de la tennista italiana.[6]

#### Polònia vs. Austràlia
| · Polònia · 2 | Perth Arena, Perth 2 de gener de 2014 Dura interior | Perth Arena, Perth 2 de gener de 2014 Dura interior                   | · Austràlia · 1 |     |          |  |
| \| \| \| \| 1 \| 2 \| 3 \| \| \| - \| ------------------- \| --------------------------------------------------------------------- \| --- \| --- \| -------- \| \| \| 1 \| Polònia · Austràlia \| Agnieszka Radwańska Samantha Stosur \| 3 6 \| 6 4 \| 6 3 \| \| \| 2 \| Polònia · Austràlia \| Grzegorz Panfil Bernard Tomic \| 1 6 \| 4 6 \| \| \| \| 3 \| Polònia · Austràlia \| Agnieszka Radwańska / Grzegorz Panfil Samantha Stosur / Bernard Tomic \| 1 6 \| 7 5 \| [10] [8] \| \| |                                                     |                                                                       |                 |     |          |  |
| |                                                     |                                                                       | 1               | 2   | 3        |  |
| 1 | Polònia · Austràlia                                 | Agnieszka Radwańska Samantha Stosur                                   | 3 6             | 6 4 | 6 3      |  |
| 2 | Polònia · Austràlia                                 | Grzegorz Panfil Bernard Tomic                                         | 1 6             | 4 6 |          |  |
| 3 | Polònia · Austràlia                                 | Agnieszka Radwańska / Grzegorz Panfil Samantha Stosur / Bernard Tomic | 1 6             | 7 5 | [10] [8] |  |

## Grup B

### Classificació
| Pos. | País         | V | D | Partits | Sets   | Jocs     |
| ---- | ------------ | - | - | ------- | ------ | -------- |
| 1    | França       | 3 | 0 | 7 − 2   | 15 − 6 | 114 − 78 |
| 2    | Txèquia      | 2 | 1 | 7 − 2   | 14 − 5 | 97 − 48  |
| 3    | Estats Units | 1 | 2 | 4 − 5   | 9 − 11 | 72 − 95  |
| 4    | Espanya      | 0 | 3 | 0 − 9   | 2 − 18 | 52 − 119 |

### Partits

#### República Txeca vs. Espanya
| · República Txeca · 3 | Perth Arena, Perth 29 de desembre de 2013 Dura interior | Perth Arena, Perth 29 de desembre de 2013 Dura interior                          | · Espanya · 0 |     |   |  |
| \| \| \| \| 1 \| 2 \| 3 \| \| \| - \| ------------------------- \| -------------------------------------------------------------------------------- \| --- \| --- \| - \| \| \| 1 \| República Txeca · Espanya \| Petra Kvitová Anabel Medina Garrigues \| 6 1 \| 6 0 \| \| \| \| 2 \| República Txeca · Espanya \| Radek Štěpánek Daniel Muñoz de la Nava \| 6 2 \| 6 2 \| \| \| \| 3 \| República Txeca · Espanya \| Petra Kvitová / Radek Štěpánek Anabel Medina Garrigues / Daniel Muñoz de la Nava \| 6 3 \| 6 4 \| \| \| |                                                         |                                                                                  |               |     |   |  |
| |                                                         |                                                                                  | 1             | 2   | 3 |  |
| 1 | República Txeca · Espanya                               | Petra Kvitová Anabel Medina Garrigues                                            | 6 1           | 6 0 |   |  |
| 2 | República Txeca · Espanya                               | Radek Štěpánek Daniel Muñoz de la Nava                                           | 6 2           | 6 2 |   |  |
| 3 | República Txeca · Espanya                               | Petra Kvitová / Radek Štěpánek Anabel Medina Garrigues / Daniel Muñoz de la Nava | 6 3           | 6 4 |   |  |

#### Estats Units vs. Espanya
| · Estats Units · 3 | Perth Arena, Perth 30 de desembre de 2013 Dura interior | Perth Arena, Perth 30 de desembre de 2013 Dura interior                        | · Espanya · 0 |     |          |  |
| \| \| \| \| 1 \| 2 \| 3 \| \| \| - \| ---------------------- \| ------------------------------------------------------------------------------ \| --- \| --- \| -------- \| \| \| 1 \| Estats Units · Espanya \| Sloane Stephens Anabel Medina Garrigues \| 6 3 \| 6 1 \| \| \| \| 2 \| Estats Units · Espanya \| John Isner Daniel Muñoz de la Nava \| 6 3 \| 6 4 \| \| \| \| 3 \| Estats Units · Espanya \| Sloane Stephens / John Isner Anabel Medina Garrigues / Daniel Muñoz de la Nava \| 4 6 \| 6 0 \| [10] [4] \| \| |                                                         |                                                                                |               |     |          |  |
| |                                                         |                                                                                | 1             | 2   | 3        |  |
| 1 | Estats Units · Espanya                                  | Sloane Stephens Anabel Medina Garrigues                                        | 6 3           | 6 1 |          |  |
| 2 | Estats Units · Espanya                                  | John Isner Daniel Muñoz de la Nava                                             | 6 3           | 6 4 |          |  |
| 3 | Estats Units · Espanya                                  | Sloane Stephens / John Isner Anabel Medina Garrigues / Daniel Muñoz de la Nava | 4 6           | 6 0 | [10] [4] |  |

#### França vs. República Txeca
| · França · 2 | Perth Arena, Perth 30 de desembre de 2013 Dura interior | Perth Arena, Perth 30 de desembre de 2013 Dura interior          | · República Txeca · 1 |     |     |  |
| \| \| \| \| 1 \| 2 \| 3 \| \| \| - \| ------------------------ \| ---------------------------------------------------------------- \| --- \| --- \| --- \| \| \| 1 \| França · República Txeca \| Alizé Cornet Petra Kvitová \| 1 6 \| 6 3 \| 5 7 \| \| \| 2 \| França · República Txeca \| Jo-Wilfried Tsonga Radek Štěpánek \| 6 1 \| 6 4 \| \| \| \| 3 \| França · República Txeca \| Alizé Cornet / Jo-Wilfried Tsonga Petra Kvitová / Radek Štěpánek \| 6 1 \| 6 3 \| \| \| |                                                         |                                                                  |                       |     |     |  |
| |                                                         |                                                                  | 1                     | 2   | 3   |  |
| 1 | França · República Txeca                                | Alizé Cornet Petra Kvitová                                       | 1 6                   | 6 3 | 5 7 |  |
| 2 | França · República Txeca                                | Jo-Wilfried Tsonga Radek Štěpánek                                | 6 1                   | 6 4 |     |  |
| 3 | França · República Txeca                                | Alizé Cornet / Jo-Wilfried Tsonga Petra Kvitová / Radek Štěpánek | 6 1                   | 6 3 |     |  |

#### Estats Units vs. França
| · Estats Units · 1 | Perth Arena, Perth 1 de gener de 2014 Dura interior | Perth Arena, Perth 1 de gener de 2014 Dura interior            | · França · 2 |     |          |  |
| \| \| \| \| 1 \| 2 \| 3 \| \| \| - \| --------------------- \| -------------------------------------------------------------- \| ---- \| --- \| -------- \| \| \| 1 \| Estats Units · França \| Sloane Stephens Alizé Cornet \| 7 5 \| 6 0 \| \| \| \| 2 \| Estats Units · França \| John Isner Jo-Wilfried Tsonga \| 6¹ 7 \| 3 6 \| \| \| \| 3 \| Estats Units · França \| Sloane Stephens / John Isner Alizé Cornet / Jo-Wilfried Tsonga \| 1 6 \| 7 5 \| [5] [10] \| \| |                                                     |                                                                |              |     |          |  |
| |                                                     |                                                                | 1            | 2   | 3        |  |
| 1 | Estats Units · França                               | Sloane Stephens Alizé Cornet                                   | 7 5          | 6 0 |          |  |
| 2 | Estats Units · França                               | John Isner Jo-Wilfried Tsonga                                  | 6¹ 7         | 3 6 |          |  |
| 3 | Estats Units · França                               | Sloane Stephens / John Isner Alizé Cornet / Jo-Wilfried Tsonga | 1 6          | 7 5 | [5] [10] |  |

#### França vs. Espanya
| · França · 3 | Perth Arena, Perth 3 de gener de 2014 Dura interior | Perth Arena, Perth 3 de gener de 2014 Dura interior                                 | · Espanya · 0 |     |     |  |
| \| \| \| \| 1 \| 2 \| 3 \| \| \| - \| ---------------- \| ----------------------------------------------------------------------------------- \| --- \| --- \| --- \| \| \| 1 \| França · Espanya \| Alizé Cornet Anabel Medina Garrigues \| 6 2 \| 6 2 \| \| \| \| 2 \| França · Espanya \| Jo-Wilfried Tsonga Daniel Muñoz de la Nava \| 6 4 \| 67 \| 6 2 \| \| \| 3 \| França · Espanya \| Alizé Cornet / Jo-Wilfried Tsonga Anabel Medina Garrigues / Daniel Muñoz de la Nava \| 8 3 \| \| \| \| |                                                     |                                                                                     |               |     |     |  |
| |                                                     |                                                                                     | 1             | 2   | 3   |  |
| 1 | França · Espanya                                    | Alizé Cornet Anabel Medina Garrigues                                                | 6 2           | 6 2 |     |  |
| 2 | França · Espanya                                    | Jo-Wilfried Tsonga Daniel Muñoz de la Nava                                          | 6 4           | 67  | 6 2 |  |
| 3 | França · Espanya                                    | Alizé Cornet / Jo-Wilfried Tsonga Anabel Medina Garrigues / Daniel Muñoz de la Nava | 8 3           |     |     |  |

#### República Txeca vs. Estats Units
| · República Txeca · 3 | Perth Arena, Perth 3 de gener de 201 Dura interior | Perth Arena, Perth 3 de gener de 201 Dura interior              | · Estats Units · 0 |     |      |          |
| \| \| \| \| 1 \| 2 \| 3 \| \| \| - \| ------------------------------ \| --------------------------------------------------------------- \| --- \| --- \| ---- \| -------- \| \| 1 \| República Txeca · Estats Units \| Petra Kvitová Sloane Stephens \| 6 3 \| \| \| retirada \| \| 2 \| República Txeca · Estats Units \| Radek Štěpánek Milos Raonic \| 5 7 \| 6 3 \| 7 64 \| \| \| 3 \| República Txeca · Estats Units \| Petra Kvitová / Radek Štěpánek Bojana Bobusic / Oliver Anderson \| 8 3 \| \| \| \| |                                                    |                                                                 |                    |     |      |          |
| |                                                    |                                                                 | 1                  | 2   | 3    |          |
| 1 | República Txeca · Estats Units                     | Petra Kvitová Sloane Stephens                                   | 6 3                |     |      | retirada |
| 2 | República Txeca · Estats Units                     | Radek Štěpánek Milos Raonic                                     | 5 7                | 6 3 | 7 64 |          |
| 3 | República Txeca · Estats Units                     | Petra Kvitová / Radek Štěpánek Bojana Bobusic / Oliver Anderson | 8 3                |     |      |          |

- El partit individual fou disputat pel canadenc Milos Raonic substituint l'estatunidenc John Isner.
- El partit de dobles mixtos fou disputat per la parella australiana Bojana Bobusic i Oliver Anderson en lloc de la parella estatunidenca.

## Final
| · Polònia · 1 | Perth Arena, Perth 4 de gener de 2014 Dura interior | Perth Arena, Perth 4 de gener de 2014 Dura interior                     | · França · 2 |     |     |  |
| \| \| \| \| 1 \| 2 \| 3 \| \| \| - \| ---------------- \| ----------------------------------------------------------------------- \| --- \| --- \| --- \| \| \| 1 \| Polònia · França \| Agnieszka Radwańska Alizé Cornet \| 6 3 \| 67 \| 6 2 \| \| \| 2 \| Polònia · França \| Grzegorz Panfil Jo-Wilfried Tsonga \| 3 6 \| 6 3 \| 3 6 \| \| \| 3 \| Polònia · França \| Agnieszka Radwańska / Grzegorz Panfil Alizé Cornet / Jo-Wilfried Tsonga \| 0 6 \| 2 6 \| \| \| |                                                     |                                                                         |              |     |     |  |
| |                                                     |                                                                         | 1            | 2   | 3   |  |
| 1 | Polònia · França                                    | Agnieszka Radwańska Alizé Cornet                                        | 6 3          | 67  | 6 2 |  |
| 2 | Polònia · França                                    | Grzegorz Panfil Jo-Wilfried Tsonga                                      | 3 6          | 6 3 | 3 6 |  |
| 3 | Polònia · França                                    | Agnieszka Radwańska / Grzegorz Panfil Alizé Cornet / Jo-Wilfried Tsonga | 0 6          | 2 6 |     |  |